# Callopistria roseitelum
Callopistria roseitelum är en fjärilsart som beskrevs av Walker 1857. Callopistria roseitelum ingår i släktet Callopistria och familjen nattflyn. Inga underarter finns listade i Catalogue of Life.